# Abertillery
Abertillery (kymriska: Abertyleri) är en ort och community i Blaenau Gwent i södra Wales. Orten låg historiskt i grevskapet Monmouthshire. Det var tidigare en industri- och gruvstad.
1921 fanns här 38 805 innevånare. År 2011 fanns bara 11 600 kvar.